# ヌオウ
ヌオウは、日本の北海道で販売されていたカップ麺。

## 概要
北海道テレビ放送で放送されていたバラエティ番組『いばらのもり』の企画において、出演者のTEAM NACSの森崎博之と大泉洋のアイデアを基にして、日清食品によって開発された。2001年10月に北海道内のローソンで数量を限定して販売されるも、用意した54,000個全てが3日で売り切れ、地域によっては一日で完売した。
味は牛乳と豚骨をベースにした「ミルキー豚骨味」。番組内では不評だったが、「不味い味じゃないとバラエティ番組にはならない」との理由であえて採用され、市販版の具材には真空パックに入った鮭等が入っていた。
名前の由来は日清食品のカップ麺「日清ラ王」と、「いばらのもり」で行われた大声を競う企画で、森崎が「ぬおおおおー」と叫んだ所からきている。
『ドラバラ鈴井の巣』の「山田家の人々」にて小道具として使用されているシーンがある。

## 発売後の反響
発売前は番組内にてヌオウ開発担当者が「これは売れないだろう」と語ったものの、発売後の予想外の反響によって、番組宛のハガキや、当時の番組公式ホームページの公式BBSには、ヌオウの食後の感想や買えなかった人による再発売などの質問が多数寄せられた。発売後の放送は本来放送する内容とは異なり、それらの質問への回答や、大泉と森崎が売れ残った時の事を考慮して自腹で購入したヌオウや、完売した時のごほうびとなるホテル宿泊券を視聴者にプレゼントする内容となった。